# Константинов, Геннадий Николаевич
Константинов, Геннадий Николаевич (5 ноября 1910, г. Мариинский Посад Чебоксарского уезда Казанской губернии —
15 марта 1979, г. Мариинский Посад Чувашской Республики) — художник-прикладник, резчик по дереву, педагог.

## Биография
Родился в г. Мариинский Посад Казанской губернии, куда его родители переехали из Санкт-Петербурга в 1906 г. Мастерству художественной деревообработки учился у отца, известного резчика Константинова, Николая Александровича (1877-до 1968), работавшего в т. н. «русском стиле». В 1931 г. закончил Мариинско-Посадский древтехникум, стал заниматься творчеством, в том числе вместе с отцом. В 1933-35 гг. служил в Красной Армии, на Дальнем Востоке. С 1935 г. преподавал в Мариинско-Посадском лесотехникуме специальные дисциплины.
Увлекался охотой, посещал окрестные чувашские селения, начал интересоваться вышитым народным орнаментом и собирать коллекции предметов традиционного костюма. В годы Великой Отечественной войны был инженером-строителем в Карелии и на Дальнем Востоке, закончил службу в 1946 г., в звании капитана.
Скончался 15 марта 1979 г. в г. Мариинский Посад.

## Творчество
Впервые представил своё произведение — полку из мореного дуба — на художественной выставке, посвященной 20-летию Октябрьской революции (открыта 6 ноября 1937 г. в кинотеатре «Родина», г. Чебоксары). В 1938—1940 гг. составил «Альбом орнаментов чувашских вышивок», состоящий из 30 листов 25х37 см с точными акварельными зарисовками узоров средненизовых чувашей (ныне хранится в Научной библиотеке Чувашского государственного художественного музея).
Русский по происхождению, в своем творчестве — резьбе по дереву — использовал как элементы т.наз. «русского стиля», так и богатое орнаментальное наследие чувашского народа. Работал гл. образом в технике резьбы, сочетая её с росписью и маркетри (инкрустацией по дереву). С начала 1960-х гг. главной особенностью его творческого метода являлась стилизация геометрических узоров традиционного вышитого орнамента для резьбы по дереву, в том числе на объемных деревянных формах.
Г. Н. Константинов также занимался графикой, акварелью. В его творческом архиве имеются оригиналы иллюстраций к книгам на тему Великой Отечественной войны, зарисовки волжских пейзажей, виды гг. Чебоксары и Мариинский Посад, а также несколько набросков военных лет.
Участник республиканских, зональных и всесоюзных выставок. Произведения Г. Н. Константинова — панно, ковши, рамки и декоративные комплекты — хранятся в Чувашском национальном музее, Чувашском государственном художественном музее, Мариинско-Посадском краеведческом музее, а также у наследников (двух дочерей) в Москве и Московской области.

## Звания и награды
Орден Красной Звезды;
Медали «За оборону Ленинграда», «За отвагу», «За победу над Германией в Великой Отечественной войне 1941—1945 гг.», «За победу над Японией».
Почетная грамота Президиума Верховного Совета Чувашии.
В 1970 г. присвоено звание «Заслуженный работник культуры Чувашской АССР».
Член Союза художников СССР (1970).